# Prix Alexis-de-Tocqueville
Le prix Alexis-de-Tocqueville est attribué à une personne ayant montré son attachement à l'humanisme et aux libertés publiques, perpétuant ainsi la pensée d'Alexis de Tocqueville. Il est créé en 1979 à l'initiative de Pierre Godefroy, avec l'aide d'Alain Peyrefitte. Un chèque de 15 000 € est remis au lauréat. L'association a son siège à Valognes.
Il est, en principe, attribué tous les deux ans. 
Il ne faut pas confondre ce prix avec son homonyme, le prix Alexis de Tocqueville, que décerne l'Institut européen d'administration publique (IEAP), basé à Maastricht (Pays-Bas).

## Présidents de l'association
- 1979-1992 : Pierre Godefroy, député-maire de Valognes
- 1992-2008 : Anne Heinis, sénatrice-maire de Valognes
- Depuis 2008 : Stéphanie d'Hérouville, propriétaire du château de Tocqueville

## Liste des lauréats
- 1979 :  Raymond Aron, remis par Alain Peyrefitte
- 1980 :  David Riesman, remis par Valéry Giscard d'Estaing
- 1982 :  Alexandre Zinoviev, remis par Simone Veil
- 1984 :  Karl Popper, remis par Peter Carington
- 1987 :  Louis Dumont, remis par Édouard Balladur
- 1989 :  Octavio Paz, remis par François Mitterrand
- 1991 :  François Furet, remis par Léopold Sédar Senghor
- 1994 :  Leszek Kołakowski, remis par Roy Jenkins
- 1997 :  Michel Crozier, remis par Raymond Barre
- 1999 :  Daniel Bell, remis par Felix Rohatyn
- 2003 :  Pierre Hassner, remis par Valéry Giscard d'Estaing
- 2006 :  Colin Powell, remis par Valéry Giscard d'Estaing
- 2008 :  Raymond Boudon, remis par Stéphanie de Tocqueville d'Hérouville
- 2010 :  Zbigniew Brzeziński, remis par Valéry Giscard d'Estaing à Tocqueville
- 2014 :  Philippe Raynaud, remis par Jean-Claude Casanova à Tocqueville
- 2018 :  Henry Kissinger, remis par Valéry Giscard d'Estaing au Sénat